# Буйново (Смолянская область)
Буйново (болг. Буйново) — село в Болгарии. Находится в Смолянской области, входит в общину Борино. Население составляет 332 человека.

## Политическая ситуация
В местном кметстве Буйново, в состав которого входит Буйново, должность кмета (старосты) исполняет Венцислав Радков Илиев (Движение за права и свободы (ДПС)) по результатам выборов.
Кмет (мэр) общины Борино — Октай Мустафов Алиев (ДПС) по результатам выборов.